# Chetan Anand

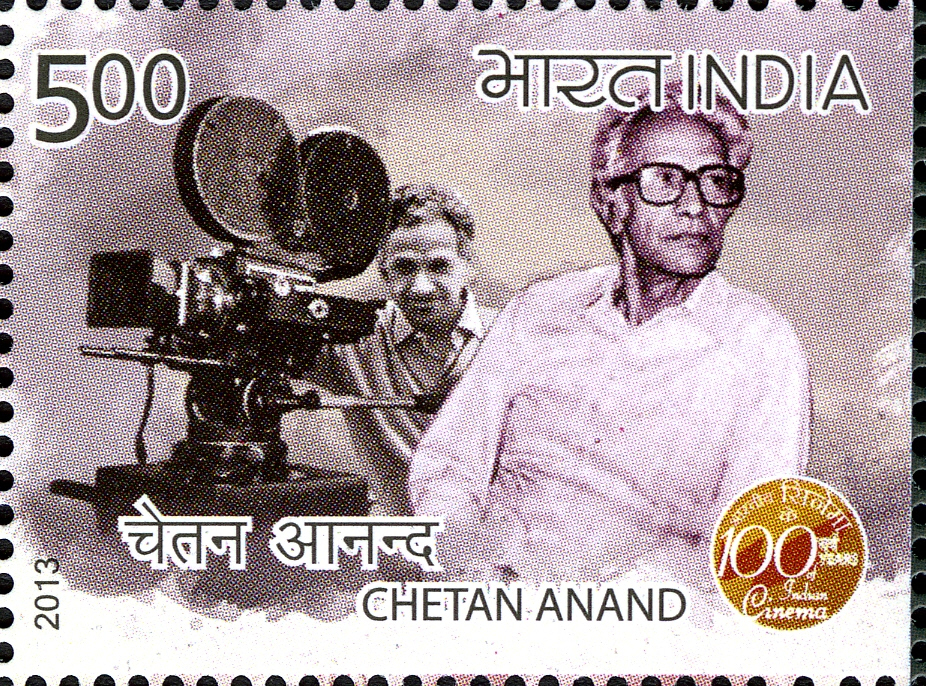
Chetan Anand

Chetan Anand, född 3 januari 1921 i Lahore, död 6 juli 1997, var en indisk manusförfattare och filmregissör. Hans debutfilm Neecha Nagar vann Guldpalmen vid Filmfestivalen i Cannes 1946. År 1949 grundade han produktionsbolaget Navketan Films tillsammans med sin yngre bror Dev Anand.